# Pseudochirulus cinereus
Pseudochirulus cinereus е вид бозайник от семейство Pseudocheiridae.

## Разпространение
Видът е разпространен в Австралия (Куинсланд).